# Asplenium barteri
Asplenium barteri är en svartbräkenväxtart som beskrevs av William Jackson Hooker. Asplenium barteri ingår i släktet Asplenium och familjen Aspleniaceae. Inga underarter finns listade.